# Novemberi gyilkosság
A Novemberi gyilkosság (eredeti cím: November Criminals) 2017-ben bemutatott amerikai bűnügyi filmdráma, amelyet Sacha Gervasi rendezett. A főbb szerepekben Ansel Elgort, Chloë Grace Moretz, Michael Shanks, Tessa Albertson, Catherine Keener és David Strathairn látható.
Amerikában 2017. november 7-én mutatták be a mozikban.

## Cselekmény
A film régi felvételekkel nyit: a fiatal Addison Schacht és édesanyja a tengerparton játszanak. A narrációból kiderül, hogy az édesanyja fél évvel a film eseményei előtt agyi aneurizmában hunyt el.
A jelenben a tinédzser Addison éppen a Chicagói Egyetemre szánt jelentkezését postázza, barátja, Phoebe Zeleny kíséretében. Ezután egy közeli pékségbe mennek kávézni, ahol üdvözlik közös barátjukat, Kevin Broadust, aki ott dolgozik. Visszaülve az autóba Phoebe felveti, hogy még az egyetem előtt veszítsék el együtt a szüzességüket, így elmennek Phoebe otthonába, hogy lefeküdjenek egymással. Amint távoznak, egy motoros érkezik a pékséghez, berohan, majd lövés hallatszik. Phoebe édesanyja telefonál, és közli a hírt: Kevint lelőtték a pékségben. Addison hazafelé indul, de előtte még megáll a bűntett színhelyévé vált pékségnél. Egy riportertől érdeklődik a lövöldözésről, aki azt mondja, valószínűleg bandaháború állhat a háttérben. Addison azonban összezavarodik, mivel nem hiszi, hogy Kevin valaha is érintett lehetett volna ilyesmiben.
Mivel az illetékes hatóságok közönye és a környezete feledékenysége feldühíti, Addison saját nyomozásba kezd Kevin gyilkosságával kapcsolatban. Plakátokat helyez ki az iskolában, amelyekben arra kéri a diákokat, hogy jelentkezzenek, ha bármilyen információjuk van a lövöldözésről. Emellett ellopja Kevin iskolai aktáját, amelyből Phoebe-vel együtt megtudják, hogy Kevin az iskolai tanácsadóhoz járt, mivel érzelmileg zárkózott és távolságtartó volt. Egy szemtanú diák, aki látta a lövöldözést, elmondja Phoebe-nek, hogy a tettes fehér volt – ellentétben a korábbi hírekkel, amelyek fekete támadóról szóltak. Azt is hozzáteszi, hogy Kevin egy Noel nevű volt diákkal lógott együtt az utóbbi időben. Közben Addison egyhetes felfüggesztést kap, miután a tanárok megtalálják Kevin ellopott aktáját a szekrényében.
Phoebe elmeséli Addisonnak, amit megtudott, így elmennek Noelhez, aki egy kétes hírű washingtoni negyedben lakik. Ott találkoznak D Cash-sel is, aki közli Addisonnal, hogy majd keresik őt. Amikor Addison megkérdezi Kevin szüleit, tudnak-e valamit a gyilkosság indítékáról, elmondják, hogy a fiú az utóbbi időben titkolózóvá vált, majd megmutatnak neki egy drogrejtekhelyet. A feldühödött apa bántalmazza Addisont, mert azt hiszi, ő volt Kevin drogdílere.
Noel és D Cash felhívják Addisont, hogy találkozzanak. Addison megpróbálja rávenni Phoebe-t, hogy hagyja ott anyja házibuliját, de a lány nemet mond. Addison bevallja az érzéseit iránta, majd egyedül elindul a találkozóra. Noel és D Cash elárulják Addisonnak, hogy Kevin néhány nappal a halála előtt tiszteletlenül viselkedett egy befolyásos drogdílerrel egy éjszakai klubban. Hajlandóak megadni egy ott jelenlévő férfi nevét, de csak akkor, ha Addison teljesít számukra egy drogfutár küldetést Chevy Chase-be – egy jómódú környékre, ahová ők nem tudnak bejutni. Addison elviszi a drogot egy hatalmas villába, amely Phoebe barátjáé, Alexé. A szállítás után megkapja a nevet: Mike Lorinner.
Addison felhívja Phoebe-t, hogy elmondja neki, mit tudott meg, mire a lány könyörög, hogy hívja a rendőrséget, és ne csináljon semmit egyedül. Addison azonban figyelmen kívül hagyja a tanácsát, és elmegy Lorinner házához, ahol elrejt egy videókamerát, hogy rögzítse a szembesítést. Amikor Lorinner ajtót nyit, Addison kérdőre vonja az ominózus klubesttel kapcsolatban. Lorinner először elutasító, de aztán rákérdez, honnan tud Addison róla. Lorinner ekkor észreveszi a kamera piros „felvétel” fényét, Addison pedig felismeri a motort, amelyről korábban a gyilkos kilétét sejtették. Lorinner fegyvert fog Addisonra, és elárulja, hogy a drogdíler, akit Kevin megsértett, valójában D Cash volt. Amikor a rendőrség – feltételezhetően Phoebe hívására – megérkezik, Addison nekiront a figyelmetlen Lorinnernek. A férfi vállon lövi őt, majd elmenekül.
A kórházban lábadozó Addisont Phoebe látogatja meg, és elmondja, hogy a rendőrség letartóztatta Lorinnert, D Casht és Noelt is. Később együtt vesznek részt Kevin temetésén. Addisons felvételt nyer a Chicagói Egyetemre, míg Phoebe a Yale-re megy. Utolsó találkozásuk során, mielőtt egyetemre indulnának, Phoebe átad Addisonnak egy borítékot, amelyben a vonatmenetrend van Chicago és New Haven között. Addison ezután hazatér, és csatlakozik apjához, hogy régi felvételeket nézzenek Mrs. Schachtról.

## Szereplők
| Szereplő                                                                | Színész            | Magyar hang    |
| ----------------------------------------------------------------------- | ------------------ | -------------- |
| Addison Schacht, Phoebe barátja, szerelme, valamint Theo fia            | Ansel Elgort       | Baráth István  |
| Phoebe "Digger" Zeleny, Addison barátja, szerelme, valamint Fiona lánya | Chloë Grace Moretz | Csifó Dorina   |
| Theo Schacht, Addison apja                                              | David Strathairn   | Rosta Sándor   |
| Fiona Zeleny, Phoebe anyja                                              | Catherine Keener   | Makay Andrea   |
| Karlstadt igazgató                                                      | Terry Kinney       | Forgács Gábor  |
| D Cash                                                                  | Cory Hardrict      | Gacsal Ádám    |
| Mike Lorriner                                                           | Philip Ettinger    | Láng Balázs    |
| Noel                                                                    | Danny Flaherty     | Szalay Csongor |
| Mr. Broadus, Kevin apja                                                 | Victor Williams    | Harmath Imre   |
| Kevin Broadus                                                           | Jared Kemp         | Berkes Bence   |

### Magyar változat
- Bemondó: Korbuly Péter
- Magyar szöveg: Lai Gábor
- Hangmérnök: Salgai Róbert
- Vágó: Kránitz Bence
- Gyártásvezető: Németh Piroska
- Szinkronrendező: Orosz Ildikó

A szinkront az SDI Media Hungary készítette el.

## A film készítése
2014 novemberében bejelentették, hogy Chloë Grace Moretz és Catherine Keener szerepet kaptak a filmben. 2015 januárjában Ansel Elgort lett a főszereplő. Majd David Strathairn is csatlakozott a szereplőgárdához 2015. március 23-án.

### Forgatás
A forgatás 2015. március 23-án kezdődött Rhode Islanden és Washingtonban, és április 28-án fejeződött be, 32 napnyi munkálat után.